# Daniel Altmaier
Daniel Altmaier (ur. 12 września 1998 w Kempen) – niemiecki tenisista.

## Kariera tenisowa
Od 2014 roku jest zawodowym tenisistą.
W grze pojedynczej wygrał siedem turniejów o randze ATP Challenger Tour.
W 2020 roku podczas French Open po przejściu eliminacji zadebiutował w wielkoszlemowym turnieju głównym. Po wyeliminowaniu z turnieju Feliciano Lópeza, Jana-Lennarda Struffa oraz Matteo Berrettiniego dotarł do czwartej rundy, w której przegrał z Pablo Carreño-Bustą.
W rankingu gry pojedynczej najwyżej był na 47. miejscu (2 października 2023), a w klasyfikacji gry podwójnej na 300. pozycji (31 stycznia 2022).

### Zwycięstwa w turniejach ATP Challenger Tour w grze pojedynczej
| Końcowy wynik | Nr | Data                 | Turniej         | Nawierzchnia | Przeciwnik              | Wynik finału     |
| ------------- | -- | -------------------- | --------------- | ------------ | ----------------------- | ---------------- |
| Zwycięzca     | 1. | 11 lipca 2021        | Brunszwik       | Ceglana      | Henri Laaksonen         | 6:1, 6:2         |
| Zwycięzca     | 2. | 22 sierpnia 2021     | Lüdenscheid     | Ceglana      | Nicolás Jarry           | 7:6(1), 4:6, 6:3 |
| Zwycięzca     | 3. | 28 listopada 2021    | Puerto Vallarta | Twarda       | Alejandro Tabilo        | 6:3, 3:6, 6:3    |
| Zwycięzca     | 4. | 14 maja 2022         | Heilbronn       | Ceglana      | Andrej Martin           | 3:6, 6:1, 6:4    |
| Zwycięzca     | 5. | 30 października 2022 | Lima            | Ceglana      | Tomás Martín Etcheverry | 6:1, 6:7(4), 6:4 |
| Zwycięzca     | 6. | 6 listopada 2022     | Guayaquil       | Ceglana      | Federico Coria          | 6:2, 6:4         |
| Zwycięzca     | 7. | 16 kwietnia 2023     | Sarasota        | Ceglana      | Daniel Elahi Galán      | 7:6(1), 6:1      |